# 思兼神
思兼神（日语：オモイカネ）為《日本書紀》裡的記述，《古事記》則記作思金神或常世思金神，《先代舊事本紀》另作八意思兼神、八意思金神，他是日本神話裡掌管智慧的文神。

## 概要
關於思兼神最有名的故事便是天照大神躲入天磐戶，頓時世界陷入一片漆黑，於是他向八百萬神祇獻策，使天照大神聽到外頭戲謔嘻笑及舞蹈樂音，推開磐戶窺看，立於一旁的天手力男神一把拉住她，大地才重現光明。此外在「天孫降臨」的故事中，天照大神之孫天津彥彥火瓊瓊杵尊由天降臨葦原中國之際，天照大神命天兒屋命、布刀玉命、天鈿女命、伊斯許理度賣命、玉祖命等五位神祇陪伴在側。另外一位隨侍在側的，便是思兼神。
《先代舊事本紀》卷第三天神本紀則提到，思兼神隨天津彥彥火瓊瓊杵尊降臨葦原中國，落於信濃國，與其子天表春命同為信乃阿智祝部的祖先，另一子天下春命則為武藏秩父國造之先祖。此外，思兼神的胞妹為栲幡千千姫命。
通常日本人祭拜思兼神的目的是為了祈求學業、考試順利，還有在建築新房屋的動土儀式（手斧初）上也會祭拜思兼神，也有人在這種儀式上祭拜手置帆負命、彥狹知命或者當地的產土神（類似福德正神的日本神祇）等神明。另外，江戶時代後期的國學專家平田篤胤認為，思兼神跟天兒屋命實為同一人。

## 解說
思兼神乃高皇産靈神（（日語）タカミムスビ）之子，日文名「思（（日語）オモイ）」做「思慮」解釋，「兼（（日語）カネ）」為「兼備」，而「八意（（日語）やごころ）」則是聰明過人、相當有智慧之意，由此可看出思兼神乃高天原眾神的智囊。

## 信仰
在日本，供奉思兼神為主祭神的神社計有下述：
- 秩父神社（埼玉縣秩父市）
- 阿智神社（長野縣下伊那郡阿智村）
- 安布知神社（長野縣下伊那郡阿智村）
- 戶隱神社中社（長野縣長野市）
- 思金神社（神奈川縣橫濱市）
- 地主神社（京都市東山區）※並非主祭神，而是相殿神
- 氣象神社（東京都杉並區的高圓寺冰川神社境内社）
- 高濱神社（島根縣出雲市）※合祀
- 天安河原宮（宮崎縣西臼杵郡高千穗町）

## 內部連結
- 古事記
- 日本書紀
- 日本神話

## 外部連結
- （日語）思兼神 （页面存档备份，存于）
- （日語）秩父神社 （页面存档备份，存于）
- （日語）氣象神社 （页面存档备份，存于）